# Кройгер, Курт
Курт Кройгер (англ. Kurt Kreuger), имя при рождении Курт Карл Хайнц Крюгер (англ.  Kurt Karl Heinz Kruger; 23 июля 1916 года — 12 июля 2006 года) — американский актёр немецкого происхождения, наиболее известный по ролям в фильмах 1940—1950-х годов.
Среди наиболее заметных фильмов с участием Кройгера — «Охота на человека» (1941), «Палачи тоже умирают» (1943), «Сахара» (1943), «Край тьмы» (1943), «Война в Северной Атлантике» (1943), «Никто не избежит» (1944), «Гостиница „Берлин“» (1945), «Тёмный угол» (1946), «Шпионская охота» (1950), «Страх» (1954) и «Под нами враг» (1957).

## Ранние годы жизни и начало карьеры
Курт Кройгер родился 23 июля 1916 года в Михендорфе около Потсдама, Германия. Он был единственным ребёнком в семье обеспеченного бизнесмена. Мать Курта умерла, когда ему было шесть лет. Он вырос в Санкт-Морице, Швейцария. Курт учился в частных школах в Швейцарии, где на всю жизнь приобрёл страсть к катанию на лыжах. После окончания школы Кройгер учился в Лондонской школе экономики, а затем изучал медицину в Колумбийском университете в Нью-Йорке.
В 1937 году вопреки воле отца Кройгер бросил университет, после чего его содержание было сокращено вдвое. Некоторое время он был инструктором по лыжному спорту и работал в туристическом агентстве. В 1939 году, когда в силу политических причин туризм в Европу резко сократился, Кройгер поступил на стажировку в театр Provincetown Playhouse в Нью-Йорке, подрабатывая в качестве уборщика и продавца программок.

## Актёрская карьера
Как отметил историк кино Роналд Берган, когда в 1940 году Голливуд включился в пропагандистскую войну против Германии, «возникла острая потребность в актёрах, способных сыграть мерзких нацистов». Именно тогда возник спрос на Кройгера, «высокого красивого, голубоглазого и белокурого актёра из Германии». Вскоре Кройгер получил свою первую экранную роль немецкого моряка подводной лодки (без указания в титрах) в военной мелодраме Эдварда Дмитрика «Таинственный морской враг» (1940) с Кэрол Лэндис в роли танцовщицы, которая оказывается в центре борьбы за корабль, которым пытаются завладеть немецкие военно-морские силы. В том же году Кройгер сыграл эпизодическую роль немецкого часового в романтической комедии «Воскресни, любовь моя» (1940) с Клодетт Кольбер и Рэем Милландом, действие которой происходит в начале Второй мировой войны.
В 1941 году Кройгер сыграл эпизодические роли немецких военных и дипломатов в фильмах «Охота на человека» (1941), «Международная эскадрилья» (1941), «Янки в королевских ВВС» (1941) и «Смертельная игра» (1941). В том же году он дебютировал на Бродвее в роли немецкого офицера в спектакле по пьесе Максвелла Андерсона «Свеча на ветру» (1941—1942) с Хелен Хейс в главной роли. Это была антинацистская драма, которую, как говорила Хейс, Андерсон написал, чтобы «встряхнуть Америку от самоуспокоенности и оказать поддержку Британии и Франции».
В 1943 году Кройгер вернулся в Голливуд, сыграв роль нацистского летчика в военной драме с Эрролом Флинном и Энн Шеридан «Край тьмы» (1943), которая была посвящена борьбе норвежского сопротивления. Впервые на Кройгера обратили внимание после военной драмы «Сахара» (1943), где он был немецким лётчиком, которого сбивает и берёт в плен американский командир танка в исполнении Хамфри Богарта. Герой Кройгера обратил на себя внимание тем, что, оказавшись в плену, сохранил твёрдость духа и преданность присяге. Поставленный Золтаном Кордой, этот фильм ныне считается одним из самых сильных с точки зрения операторской работы и актёрской игры среди всех военных фильмов своего времени, показывая огромную жестокость и страдания, в то время как остальные фильмы слишком лакировывали эти темы. Напряжённая сцена смерти героя Кройгера от рук суданского солдата едва не произошла по-настоящему, так как игравший солдата актёр Рекс Ингрэм едва не задушил Кройгера на самом деле. Как позднее вспоминал Кройгер, Богарт был «исключительно симпатичным человеком, готовым помочь и очень открытым по отношению к такому молодому актёру, как я». Кройгер вновь сыграл с Богартом в военной драме «Война в Северной Атлантике» (1943), исполнив небольшую роль моряка на немецкой подводной лодке. В том же году он сыграл эпизодическую роль в шпионском триллере «Истоки опасности» (1943) с Джорджем Рафтом, все четыре картины Кройгера в 1943 году вышли на студии Warner Bros.
Вскоре после этого Кройгер подписал контракт со студией 20th Century Fox, где его первый фильм вновь был посвящён нацистской оккупации Норвегии. Это была драма по роману Джона Стейнбека «Луна опустилась» (1943) с Седриком Хардвиком в главной роли. Благодаря внешней красоте Кройгер стал получать потоки писем от поклонников, став третьим по количеству писем на студии после Тайрона Пауэра и Джона Пейна. Последовали роли разного рода нацистов в военных драмах «Палачи тоже умирают» (1943) Фритца Ланга, «Странная смерть Адольфа Гитлера» (1943), «Никто не избежит» (1944), «Банда Гитлера» (1944), «Гостиница „Берлин“» (1945) и «Парижское подполье» (1945).
Свою первую главную роль Кройгер сыграл на студии RKO Pictures в «блестящей» военной драме Роберта Уайза «Мадмуазель Фифи» (1944), сюжет которой «мастерски сочетает» рассказы Ги де Мопассана «Мадмуазель Фифи» и «Пышка». Как отметил Вэланс, «несмотря на бюджетные ограничения, это был один из качественных фильмов категории В». Действие картины происходит во время Франко-прусской войны 1870 года, а Кройгер предстал в образе прусского лейтенанта по прозвищу Фифи, который при попустительстве и даже подстрекательстве французских буржуа пытается принудить к сексу патриотически настроенную французскую красавицу-прачку (Симона Симоне). При этом Фифи унизительно высказывается о Франции, что приводит к тому, что прачка убивает его ножом. По мнению Бергана, фильм «совершенно чётко апеллировал к актуальным событиям» того времени, а Вэланс назвал картину «атакой на классовую систему и лицемерие». Критик Джеймс Эйджи написал: «Я не знаю ни одного американского фильма, который пытался сказать так же много и так остро о поведении среднего класса во время войны». Роль в этом фильме осталась у Кройгера самой любимой.
Как отметил современный кинокритик Адам Бернстайн, «после Второй мировой войны Кройгер перешёл от нацистов на других современных негодяев». В 1945 году он сыграл лже-медиума и убийцу в фильме нуар «Паук» (1945) после чего получил весомую роль в «малой классике нуара», фильме «Тёмный угол» (1946)". В этой картине у Кройгера была заметная роль элегантного светского красавца, который влюбляет в себя богатых замужних женщин, а затем шантажом вымогает у них деньги. Однако в итоге он «умирает жестокой смертью от удара кочергой». Современный кинокритик Деннис Шварц, высоко оценивший картину в целом, особенно отметил актёрские работы, в том числе и Кройгера в роли «похожего на змею тевтонского демона, который тихо ползает по мрачным комнатам богачей». После выхода этого фильма глава студии 20th Century Fox Дэррил Ф. Занук направил Кройгеру письмо со словами: «Я поручу своим продюсерам и сценаристам целенаправленно найти для вас что-то достойное».
Однако следующую роль Кройгер получил только в 1948 году в успешной комедии Престона Стерджеса «Только ваш» (1948). В этой картине 20th Century Fox дирижёр (Рекс Харрисон) подозревает, что его жена (Линда Дарнелл) завела роман с очаровательным красавцем (его играет Кройгер). По ходу своего выступления ревнивый дирижёр придумывает различные варианты того, что он сделает в этой ситуации, а затем нелепо пытается реализовать разработанный им план на практике. Фильм был весёлым и понравился критикам, однако не очень впечатлил публику, хотя сегодня оценивается достаточно высоко. По словам Бергана, «Кройгер был восхитителен в своей довольно неблагодарной роли». Как позднее вспоминал актёр, к сожалению, на момент выхода фильма на экраны Харрисон попал в скандал, связанный с самоубийством его любовницы Кэрол Лэндис, и студия 20th Century Fox решила не заниматься продвижением фильма, опасаясь негативной реакции со стороны зрителей.
Получая всё реже предложения от студии, Кройгер играл в местных театрах и проводил больше времени, катаясь на лыжах. В 1950 году Кройгер появился в шпионском нуаре студии Universal «Шпионская охота» (1950) в роли швейцарского армейского капитана, расследующего серию загадочных смертей, связанных с секретным микрофильмом, который пытаются переправить на поезде через Альпы в Париж.
Кройгер всё более разочаровывался «расслабленным» ходом своей карьеры. Актёру казалось, что его используют лишь в одном качестве, и он сталкивался с сопротивлением со стороны продюсеров, когда просил ему дать роли другого плана. Это подтолкнуло Кройгера к тому, чтобы порвать контракт со студией и в 1950 году уехать в Европу. После главных ролей в трёх малозначимых немецких фильмах, среди которых комедия «Синий час» (1953), в которой Кройгер впервые на экране продемонстрировал свой красивый певческий голос. После этого Кройгер получил значимую роль в мелодраме Роберто Росселлини «Страх» (1954), сыграв роль любовника жены знаменитого учёного (Ингрид Бергман), которую начинает преследовать шантажистка. Хотя оба фильма не имели особого успеха, у Кройгера, по его словам, «остались самые приятные воспоминания от работы с этими выдающимися художниками. Бергман была единственной в своём роде, Росселлини тоже был потрясающим, хотя и не был силён в работе с актёрами».
После этого фильма Кройгер вернулся в США, где возобновил кинокарьеру, вновь играя преимущественно немецких офицеров. Он сыграл третью по значимости роль штурмана немецкой подводной лодки в военной драме «Враг внизу» (1957) с Робертом Митчемом и Курдом Юргенсом в главных роли., а в приключенческой ленте «Легион обречённых» (1958) был бывшим немецким офицером, ныне командующим отрядом Иностранного легиона, который вступает в преступный сговор с местными племенами в Алжирской Сахаре.
До завершения карьеры Кроёгер пережил два глубоких разочарования. Сначала он уступил Марлону Брандо роль «хорошего» немецкого солдата в фильме «Молодые львы» (1958). Затем, в 1959 году при просмотре на роль капитана фон Траппа в бродвейском мюзикле «Звуки музыки» его в последний момент завернули на том основании, что он выглядел «слишком молодо». Последним фильмом Кройгера стала гангстерская драма Роджера Кормана «Резня в день Святого Валентина» (1967), где он сыграл киллера при гангстере Багсе Моране (Ральф Микер).

## Карьера на телевидении
В период с 1955 по 1978 год Кройгер сыграл в 32 эпизодах 21 сериала.
В частности, он играл в таких сериалах, как «Борец за правду» (1955), «Паспорт опасности» (1956), «Военно-морской журнал» (1957), «Молчаливая служба» (1958, 2 эпизода), «Сансет-Стрип, 77» (1958—1963, 5 эпизодов), «Третий человек» (1959), «Перри Мейсон» (1959—1964), «Шоссе 66» (1961), «Агенты А. Н.К. Л.» (1964), «Я шпион» (1965), «Миссия невыполнима» (1967), «Дикий дикий Запад» (1967), «Напряги извилины» (1970), «Барнаби Джонс» (1975) и «Бумажная погоня» (1978).

## Актёрское амплуа и оценка творчества
Как отмечено в биографии актёра на сайте AllMovie, «благодаря классической арийской внешности и европейскому акценту Кройгер часто играл молодых нацистов, хотя иногда получал и романтические главные роли. Суровый и белокурый, Кройгер был очень популярен среди женщин. Он мог бы стать звездой, но так никогда и не получил соответствующих ролей в фильмах категории А». Вэланс описал Кройгера как «красивого, белокурого, высокого (183 см) швейцарско-немецкого актёра, который много играл в кино в 1940-е годы. Неизбежно он получал роли нацистов во многих фильмах, но иногда играл романтических героев или подлецов, пытавшихся увести чужих жён». Адам Бернстайн также заметил, что «зловещий белокурый облик сделал Кройгера одним из главных экранных нацистов Голливуда во время Второй мировой войны». По словам Нельсона, со своим европейским акцентом и суровой симпатичной внешностью, Кройгер был когда-то третьей самой востребованной мужчиной-кинозвездой студии 20th Century Fox после Тайрона Пауэра и Джона Пейна.
Лучшими киноработами Кройгера, по мнению Вэланса, была роль немецкого лётчика, которого берёт в плен герой Хамфри Богарт в «Сахаре», прусского офицера в фильме продюсера Вэла Льютона «Мадмуазель Фифи», и личного секретаря, ошибочно принятого дирижёром за любовника его жены, в приятной комедии Престона Стёрждеса «Только ваш». В некрологе «Нью-Йорк таймс» также указано, что Кройгер играл немецких солдат и офицеров в таких фильмах, как «Гостиница „Берлин“», «Парижское подполье» и «Сахара», последний из которых был номинирован на три премии «Оскар». После окончания Второй мировой войн «Кройгер продолжал играть немецких солдат и кинозлодеев другого типа».
Однако постоянные роли нацистов довели Кройгера до отчаяния. Когда он попросил Дэррила Ф. Занука дать ему роли получше, руководитель студии якобы ответил: «Что ты спешишь? Со своей внешностью ты будешь хорош и в 50 лет». В итоге Кройгер разорвал контракт с 20th Century Fox, и в начале 1950-х годов в течение пяти лет играл в европейских фильмах. Затем он вернулся в Голливуд для исполнения ролей второго плана. Последний раз он появился на большом экране а 1967 году, но продолжал время от времени играть на телевидении.

## Последующая карьера
После завершения актёрской карьеры Кройгер сделал состояние в сфере недвижимости в Калифорнии. Как рассказывал сам Кройгер: «Я беру старый дом, перепланирую его — делаю собственный дизайн и оформление — затем отделываю и сдаю в лизинг. Я крашу их все в один и тот же желтовато-серый цвет. Друзья шутят, что они, проезжая мимо моей собственности, мгновенно понимают, что она была „кройгеризирована“». В обшей сложности Кройгер купил и продал более 30 объектов недвижимости, в основном, в Беверли-Хиллз.

## Личная жизнь
В 1944 году Кройгер получил американское гражданство. Однажды его спросили, были ли у него в своё время какие-либо социальные проблемы из-за того, что он играл нацистов. Он ответил: «Я почувствовал своего рода ненависть со стороны соседей, когда купил свой первый дом в Голливуде, но в остальном мне всегда и повсюду рады, и я никогда не ощущал себя немцем. Я всегда ощущал себя космополитом».
По сведениям Вэланса, во время проживания в Европе в 1950—1955 годах Кройгер женился, и у него родился сын. После серьёзной автомобильной аварии, которая случилась с ним в Париже в 1955 году, Кройгер вернулся в США. По возвращении в США Кройгер прошёл через ожесточённый развод. По словам Бергана, Кройгер завершил свой шестилетний брак, который он назвал «три года блаженства, три года ада», потеряв опеку над своим сыном.
Более 40 лет он жил холостяком. У него был большой дом в Беверли-Хиллс, он также много и роскошно путешествовал по всему миру и до 87 лет каждую зиму ездил кататься на лыжах в Аспен, Колорадо, где у него был второй дом.
В 1976 году он сказал: «Я бы предпочёл успех в актёрской игре успеху в других сферах, и с правильными прорывами в правильное время я мог бы стать крупной звездой… Вряд ли кто-либо бывает полностью счастлив. Ты исходишь из того, что у тебя есть».

## Смерть
Курт Кройгер умер 12 июля 2006 года в возрасте 89 лет в Медицинском центре Cedars-Sinai в Лос-Анджелесе после инсульта.

## Фильмография
| Год        |     | Русское название                | Оригинальное название              | Роль                                                |
| ---------- | --- | ------------------------------- | ---------------------------------- | --------------------------------------------------- |
| 1940       | ф   | Таинственный морской враг       | Mystery Sea Raider                 | Франц, немецкий моряк                               |
| 1940       | ф   | Воскресни, любовь моя           | Arise, My Love                     | немецкий часовой (в титрах не указан)               |
| 1941       | ф   | Смертельная игра                | The Deadly Game                    | лейтенант                                           |
| 1941       | ф   | Охота на человека               | Man Hunt                           | немецкий атташе (в титрах не указан)                |
| 1941       | ф   | Международная эскадрилья        | International Squadron             | лётчик (в титрах не указан)                         |
| 1941       | ф   | Янки в королевских ВВС          | A Yank in the R.A.F.               | немецкий пилот (в титрах не указан)                 |
| 1943       | ф   | Сахара                          | Sahara                             | капитан фон Шлетоу                                  |
| 1943       | ф   | Пурпурный V                     | The Purple V                       | Вальтер Хейзе                                       |
| 1943       | ф   | Секретная служба в Африке       | Secret Service in Darkest Africa   | Эрнст Мюллер                                        |
| 1943       | ф   | Странная смерть Адольфа Гитлера | The Strange Death of Adolf Hitler  | нацистский молодёжный лидер                         |
| 1943       | кор | Допрос вражеских лётчиков       | Interrogation of Enemy Airmen      | капрал Шлосс (в титрах не указан)                   |
| 1943       | ф   | Луна зашла                      | The Moon Is Down                   | дежурный (в титрах не указан)                       |
| 1943       | ф   | Палачи тоже умирают             | Hangmen Also Die!                  | офицер гестапо (в титрах не указан)                 |
| 1943       | ф   | Сегодня мы наступаем на Кале    | Tonight We Raid Calais             | немецкий солдат(в титрах не указан)                 |
| 1943       | ф   | Край тьмы                       | Edge of Darkness                   | немецкий пилот (в титрах не указан)                 |
| 1943       | ф   | Война в Северной Атлантике      | Action in the North Atlantic       | немецкий моряк подводной лодки (в титрах не указан) |
| 1943       | ф   | Истоки опасности                | Background to Danger               | шофёр (в титрах не указан)                          |
| 1944       | ф   | Никто не избежит                | None Shall Escape                  | лейтенант Герсдорф                                  |
| 1944       | ф   | Мадемуазель Фифи                | Mademoiselle Fifi                  | лейтенант фон Эйрик по прозвищу Фифи                |
| 1944       | ф   | Банда Гитлера                   | The Hitler Gang                    | молодой офицер СС (в титрах не указан)              |
| 1945       | ф   | Отель «Берлин»                  | Hotel Berlin                       | майор Отто Койдерс                                  |
| 1945       | ф   | Побег в пустыне                 | Escape in the Desert               | лейтенант фон Кляйст                                |
| 1945       | ф   | Парижское подполье              | Paris Underground                  | капитан Курт фон Вебер                              |
| 1945       | ф   | Паук                            | The Spider                         | Эрнест, псевдоним Великий Гарронне                  |
| 1945       | ф   | Рождество в Коннектикуте        | Christmas in Connecticut           | моряк немецкой подводной лодки (в титрах не указан) |
| 1946       | ф   | Сентиментальное путешествие     | Sentimental Journey                | Уолт Уилсон                                         |
| 1946       | ф   | Тёмный угол                     | The Dark Corner                    | Энтони Жардин                                       |
| 1948       | ф   | Только ваш                      | Unfaithfully Yours                 | Тони Уиндборн                                       |
| 1950       | ф   | Шпионская охота                 | Spy Hunt                           | капитан Хаймер                                      |
| 1950       | ф   | Драгоценности короны            | Kronjuwelen                        | Пауль Регнер                                        |
| 1951       | ф   | Бушающие сердца                 | Herzen im Sturm                    | Йенс Вульф                                          |
| 1953       | ф   | Синий час                       | Die blaue Stunde                   | Дулонг                                              |
| 1954       | ф   | Страх                           | Non credo più all'amore (La paura) | Эрих Бауманн                                        |
| 1955       | с   | Борец за правду                 | Crusader                           | Долков (1 эпизод)                                   |
| 1956       | с   | Паспорт опасности               | Passport to Danger                 | (1 эпизод)                                          |
| 1957       | ф   | Под нами враг                   | The Enemy Below                    | фон Холем                                           |
| 1957       | с   | Военно-морской журнал           | Navy Log                           | Барон (1 эпизод)                                    |
| 1958       | ф   | Легион обречённых               | Legion of the Doomed               | капитан Марчек                                      |
| 1958       | с   | Молчаливая служба               | The Silent Service                 | разные роли (2 эпизода)                             |
| 1958—1963  | с   | Сансет-Стрип, 77                | 77 Sunset Strip                    | разные роли (5 эпизодов)                            |
| 1959       | с   | Пять пальцев                    | Five Fingers                       | Ван Стаппен (1 эпизод)                              |
| 1959       | с   | Третий человек                  | The Third Man                      | Гауптман (1 эпизод)                                 |
| 1959 —1964 | с   | Перри Мейсон                    | Perry Mason                        | разные роли (2 эпизода)                             |
| 1961       | с   | Шоссе 66                        | Route 66                           | Отто Веллер (1 эпизод)                              |
| 1961       | с   | Моя сестра Эйлин                | My Sister Eileen                   | Нильс Йоргенсон (1 эпизод)                          |
| 1963       | с   | Истории журнала True            | G.E. True                          | разные роли (3 эпизода)                             |
| 1963—1965  | с   | В бою                           | Combat!                            | разные роли (2 эпизода)                             |
| 1964       | с   | Агенты А.Н.К.Л.                 | The Man from U.N.C.L.E.            | Стефан Вальдер (1 эпизод)                           |
| 1965       | с   | Я шпион                         | I Spy                              | Эрик Торстен (1 эпизод)                             |
| 1966       | ф   | Что ты делал на войне, папа?    | What Did You Do in the War, Daddy? | немецкий капитан                                    |
| 1966       | с   | Вертикальный взлёт              | 12 O'Clock High                    | полковник Герлах (1 эпизод)                         |
| 1967       | ф   | Резня в День святого Валентина  | The St. Valentine's Day Massacre   | Джеймс Кларк                                        |
| 1967       | с   | Миссия невыполнима              | Mission: Impossible                | Полиа (1 эпизод)                                    |
| 1967       | с   | Дикий дикий запад               | The Wild Wild West                 | Алекс Хайндорф (1 эпизод)                           |
| 1968       | тф  | Умереть в Париже                | To Die in Paris                    | офицер гестапо                                      |
| 1975       | с   | Напряги извилины                | Get Smart                          | Ауэрбах (2 эпизода)                                 |
| 1975       | с   | Барнаби Джонс                   | Barnaby Jones                      | Дон Чамберс (1 эпизод)                              |
| 1976—1977  | с   | Чудо-женщина                    | Wonder Woman                       | разные роли (2 эпизода)                             |
| 1978       | с   | Бумажная погоня                 | The Paper Chase                    | преподаватель в лифте (1 эпизод)                    |